# Bebearia obsolescens
Bebearia obsolescens är en fjärilsart som beskrevs av Talbot 1928. Bebearia obsolescens ingår i släktet Bebearia och familjen praktfjärilar. Inga underarter finns listade i Catalogue of Life.